# Estabilitat del sistema solar
L'estabilitat del sistema solar és un tema de molta investigació en astronomia i mecànica celest. Tot i que històricament els planetes s'han mantingut estables la debilitat dels seus efectes gravitatoris sobre els altres poden arribar a pertorbar-ho de forma impredictible.
Per aquesta raó (entre d'altres) el Sistema solar se’n diu que és caòtic, i fins i tot els models més precisos a llarg termini per al moviment orbital del Sistema Solar no són vàlids durant més d'unes poques desenes de milions d'anys.
El Sistema Solar és estable en termes humans, en què cap dels planetes es xoquen entre si o ser expulsat del sistema en els propers mil milions d'anys, i l'òrbita de la Terra serà relativament estable.
Atès que llei de la gravitació universal de Newton (1687), els matemàtics i astrònoms (com Laplace, Lagrange, Gauss, Poincaré, Kolmogórov, Vladimir Arnold i Jürgen Moser) han buscat 'proves' de l'estabilitat dels moviments planetaris, i aquesta recerca ha portat a molts desenvolupaments matemàtics, i diverses "proves" successives d'estabilitat per al Sistema Solar.Una de les eines fonamentals per a intentar provar l'estabilitat és l'aplicació de la teoria KAM.

## Descripció i desafiaments
Les òrbites dels planetes estan obertes a les variacions a llarg termini, i el modelatge del Sistema Solar està subjecte al Problema n-cos.

### Ressonància

Gràfica que mostra el nombre d'objectes del cinturó de Kuiper per a una distància determinada (en ua) del Sol.

La ressonància succeeix quan dos períodes tenen una relació numèrica simple. El període més important per a un objecte en el Sistema Solar és el seu període orbital, i les ressonàncies orbitals impregnen el sistema solar. El 1867, l'astrònom nord-americà Daniel Kirkwood es va adonar que els asteroides del cinturó d'asteroides no estan distribuïts a l'atzar.
Hi havia diferents llacunes en el cinturó en llocs que corresponien en les ressonàncies amb Júpiter. Per exemple, no hi va haver asteroides en la ressonància 3:1 - a una distància de 2,5 ua - o a la ressonància de 2:1 a 3,3 ua (UA és la unitat astronòmica, o essencialment la distància del sol a la terra).
Una altra forma comuna de ressonància en el Sistema Solar és la ressonància del retorn de l'òrbita, en què el període del retorn (el temps que triga el planeta o la lluna a fer una volta al voltant del seu eix) té una relació numèrica simple amb el seu període orbital. Un exemple és la nostra Lluna, que està en una ressonància 1:1 del retorn de l'òrbita que manté la cara oculta de la Lluna fora de l'abast de la Terra.

### Previsibilitat
Les òrbites dels planetes són caòtiques en escales de temps més llargs, de manera que tot el sistema solar té un temps de Liapunov en l'interval de 2-230 milions d'anys.
En tots els casos, això significa que la posició d'un planeta al llarg de la seva òrbita es converteix en última instància impossible de predir amb certesa (així, per exemple, el temps d'hivern i l'estiu arriba a ser incert), però en alguns casos les mateixes òrbites poden canviar dràsticament. Aquest caos es manifesta amb més força com els canvis en l'excentricitat, amb òrbites d'alguns planetes s'esdevenen significativament més o menys el·líptiques.
En el càlcul, les incògnites són els asteroides, el moment quadrupolar solar, la pèrdua de massa del Sol a través de la radiació i el vent solar, i la fricció del vent solar a la magnetosfera dels planetes, les forces de marea galàctiques, l'efecte fraccional i els efectes de les estrelles passants.

## Escenaris

### Ressonància Neptú-Plutó
El sistema Neptú-Plutó es troba en una ressonància orbital 3:2. C.J. Cohen i C.E. Hubbard al Naval Surface Warfare Center Dahlgren Division que ho van descobrir el 1965. Tot i que la mateixa ressonància es mantindria estable en el curt termini, es fa impossible predir la posició de Plutó amb algun grau de precisió, ja que la incertesa en la posició creix en un factor i amb cada vegada Liapunov, que Plutó és de 10-20 milions d'anys (el temps de Liapunov) en el futur.

Per tant, en l'escala de temps de centenars de milions d'anys de fase orbital de Plutó es torna incognoscible, encara que l'òrbita de Plutó sembla perfectament estable en 10 milions d'anys en les escales de temps (Ito i Tanikawa 2002 MNRAS).

### Ressonància de les llunes jovianes
La lluna de Júpiter Io té un període orbital d'1,769 dies, gairebé la meitat que el del proper satèl·lit Europa (3,551 dies). Es diu que estan en una òrbita-òrbita de ressonància 2:1. Aquesta ressonància particular té conseqüències importants a causa de la gravetat d'Europa que pertorba a l'òrbita d'Io. Com que Io es mou més a prop de Júpiter i després més lluny al llarg d'una òrbita, experimenta forces de marea significatives resultants pels volcans actius, que va observar la nau Voyager.
Europa és també en una ressonància 2:1 amb la del satèl·lit Ganímedes.

### Ressonància 1:1 de Mercuri-Júpiter
El planeta Mercuri és especialment susceptible a la influència de Júpiter a causa d'una petita coincidència celeste: el periheli de Mercuri, el punt on es posa més a prop del Sol, un moviment de precessió a un ritme del voltant d'1,5 graus cada 1.000 anys, i el moviment de precessió del periheli de Júpiter només una mica més lent. En un moment, els dos poden caure en sincronia, en les constants estirades gravitacionals de Júpiter en el transcurs del temps es podria acumular i expulsar del seu curs orbital Mercuri.
Això podria expulsar-la del Sistema solar completament o enviar en un rumb de col·lisió amb Venus o la Terra.

### Caos dels processos geològics
Un altre exemple és la inclinació de l'eix de la Terra que, a causa de la fricció elevada dins del mantell de la Terra per les interaccions de marea amb la Lluna (vegeu més avall), es torna caòtic en algun punt entre 1,5 i 4,5 milions d'anys.
Un altre exemple és la inclinació de l'eix de la Terra que, a causa de la fricció elevada dins del mantell de la Terra per les interaccions de marea amb la Lluna (vegeu més avall), ara es torna caòtic en algun punt entre 1,5 i 4,5 milions d'anys.

## Estudis

### LONGSTOP
Project LONGSTOP (Long-term Gravitational Study of the Outer Planets Estudi gravitacional a llarg termini dels planetes exteriors) va ser un consorci internacional creat el 1982 de dinàmica del Sistema solar liderats per Archie Roy. Es tractava de la creació d'un model en una supercomputadora, la (només) de la integració de les òrbites dels planetes exteriors. Els seus resultats van revelar diversos intercanvis curiosos de l'energia entre els planetes exteriors, però no hi ha signes d'inestabilitat greu.

### Planetari digital
Un altre projecte va consistir en la construcció del Planetari digital per Gerry Sussman i el seu grup del MIT el 1988. El grup va utilitzar una supercomputadora per integrar les òrbites dels planetes exteriors a través de 845 milions anys (al voltant del 20 per cent de l'edat del Sistema Solar). El 1988, Sussman i Wisdom van trobar dades utilitzant el Planetari, que va revelar que l'òrbita de Plutó mostra signes de caos, degut en part a la seva peculiar ressonància amb Neptú.
Si l'òrbita de Plutó és caòtica, llavors tècnicament tot el Sistema Solar és caòtic, ja que cada cos, fins i tot un tan petit com Plutó, afecta els altres, fins a cert punt a través d'interaccions gravitacionals.

### Laskar #1
El 1989, Jacques Laskar del Bureau des Longitudes a París va publicar els resultats de la seva integració numèrica del Sistema Solar més de 200 milions d'anys. Aquestes no eren les equacions de moviment, sinó més aviat una mitjana d'equacions en la línia dels utilitzats per a Laplace. El treball de Laskar demostra que l'òrbita de la Terra (així com les òrbites de tots els planetes interiors) és caòtic i que un error tan petit com 15 metres en el mesurament de la posició de la Terra avui en dia faria impossible predir on estaria la Terra la seva òrbita en només 100 milions d'anys.

### Laskar i Gastineau
Jacques Laskar i el seu col·lega Mickaël Gastineau en el 2009 van adoptar un enfocament més a fons mitjançant la simulació directa 2.500 futurs possibles. Cadascun dels 2.500 casos té condicions inicials lleugerament diferents: la posició de Mercuri varia en al voltant d'1 metre entre una simulació i la propera. En els 20 casos, Mercuri entra en una òrbita perillosa i sovint acaba xocant amb Venus o submergir-se en el sol. Es mou en una òrbita tan deformat, la gravetat de Mercuri és més probable que sacsegi altres planetes fora dels seus camins establerts: en un cas simulat les seves pertorbacions envien Mart en direcció a la Terra.